# 시노이촌
시노이촌(篠井村)은 도치기현의 북서부 [[가와치군]에 속했던 촌이다.

## 역사
- 1889년 4월 1일 - 정촌제 시행에 의해 가와치군 시노이촌이 성립하였다.
- 1954년 11월 1일 - 도미야촌, 구니모토촌, 시로야마촌,  도요사토촌과 함께 우쓰노미야시에 편입해 소멸하였다.

## 교통

### 도로
- 닛코 가도
- 후뉴 가도

## 참고문헌
- 『栃木県町村合併誌 第三巻上』 栃木県、1956年3月。
- 阿久津義正『しのいの散歩道』阿久津義正、2013年11月、93頁。
- 篠井ガイドブック編さん委員会『篠井ガイドブック ふるさとの歴史と風土』随想舎、2002年2月1日、335頁。 NCID BB19337703。
- 塙静夫『うつのみやの地名と歴史散歩』下野新聞社、2015年9月11日、263頁。ISBN 978-4-88286-594-0。